# Calophya hyalina
Calophya hyalina är en insektsart som beskrevs av Brown och Hodkinson 1988. Calophya hyalina ingår i släktet Calophya och familjen Calophyidae.
Artens utbredningsområde är Panama. Inga underarter finns listade i Catalogue of Life.